# Jorge Eduardo Sánchez
Jorge Eduardo Sánchez Pérez (Tijuana, Baja California; 17 de septiembre de 1972) es un periodista y comentarista deportivo mexicano.
Cursó estudios universitarios en la Universidad del Valle de México egresando como Periodista. 
Entre 1998 y 2003 se desempeñó como instructor de Béisbol en el Centro de Capacitación Raúl del Campo Jr. en la Ciudad de México, compartiendo sus labores con transmisiones de Béisbol para Radio 620 donde inició su carrera y ESPN Dos. Además, Sánchez trabajó con PCTV, donde sirvió como anfitrión principal de su noticiero deportivo TVC News, cubriendo también la Copa Mundial de Fútbol 2002 y el fútbol mexicano. 
Fue en el 2000 cuando empezó a trabajar en ESPN narrando partidos de la Liga del Pacífico (la liga de béisbol invernal de México), la Serie del Caribe, las Tennis Masters Series y básquetbol universitario de la NCAA.
En la actualidad se mantiene en ESPN narrando partidos de la Liga Mexicana de Béisbol, Liga Mexicana del Pacífico (ante la salida de Alfonso Lanzagorta) y ocasionalmente de las Grandes Ligas de Béisbol; sin embargo, su principal rol en la empresa es como conductor del programa de boxeo golpe a golpe junto con el boxeador Juan Manuel Márquez, además es presentador del noticiero deportivo SportsCenter; también es analista en la Serie del Caribe y en el programa ESPN Radio Fórmula.